# Pallavolo Piacentina 2014-2015
Questa voce raccoglie le informazioni riguardanti la Pallavolo Piacentina nelle competizioni ufficiali della stagione 2014-2015.

## Stagione
La stagione 2014-15 è per la Pallavolo Piacentina, sponsorizzata dalla Bakery, la prima in Serie A2: la squadra infatti conquista il diritto di partecipazione al campionato cadetto dopo aver vinto i play-off promozione della Serie B1 2013-14. Viene confermato l'allenatore Andrea Pistola, mentre nessuna delle giocatrici autrici della promozione rimane in squadra: alcune come Laura Nicolini e Manuela Secolo si ritirano, mentre le altre vengono cedute; tre i nuovi acquisti figurano quelli di Luciana do Carmo, Natalia Viganò, Sara Giuliodori, Carlotta Cambi, Giada Cecchetto, Alessia Fiesoli, Gaia Moretto e Giulia Saguatti.
Il campionato inizia con quattro sconfitte consecutive, anche se sono due i punti conquistati dalla Pallavolo Piacentina, grazie a due gare terminate al tie-break: la prima vittoria arriva alla quinta giornata il New Volley Libertas; dopo altri quattro stop, seguono due vittorie consecutive, prima di chiude il girone di andata con la sconfitta casalinga operata dalla Polisportiva Filottrano Pallavolo ed il conseguente decimo posto in classifica, non utile per qualificarsi alla Coppa Italia di Serie A2. Il girone di ritorno regala quale successo in più al club di Piacenza: infatti dopo un inizio con risultati altalenanti, nelle ultime cinque gare della regular season si registrano quattro successi ed una sola sconfitta; il nono posto finale in classifica non consente di partecipare ai play-off promozione.

## Organigramma societario
Area direttiva
- Presidente: Marco Beccari
- Amministrazione: Caterina Zanardi
- Segreteria: Samantha Marchionni

Area organizzativa
- Responsabile tecnico: Antonio Boson
- Team manager: Giuseppe Vincini
- Direttore sportivo: Stefano Mazzari

Area tecnica
- Allenatore: Andrea Pistola
- Allenatore in seconda: Valerio Lionetti

Area comunicazione
- Responsabile comunicazione: Andrea Amorini
- Addetto stampa: Andrea Crosali

Area sanitaria
- Medico: Simone Perelli
- Preparatore atletico: Marco Merli
- Fisioterapista: Alessandro De Joannon

## Rosa
| N° | Nome             | Ruolo | Data di nascita   | Nazionalità sportiva |
| -- | ---------------- | ----- | ----------------- | -------------------- |
| 2  | Natalia Viganò   | S     | 24 novembre 1979  | Italia               |
| 4  | Alessia Fiesoli  | S     | 25 maggio 1994    | Italia               |
| 5  | Margherita Rocca | P     | 15 ottobre 1995   | Italia               |
| 6  | Giada Cecchetto  | L     | 6 giugno 1991     | Italia               |
| 7  | Sara Giuliodori  | C     | 5 giugno 1983     | Italia               |
| 8  | Luciana do Carmo | S     | 13 luglio 1979    | Brasile              |
| 9  | Giulia Saguatti  | S     | 20 novembre 1991  | Italia               |
| 10 | Carlotta Cambi   | P     | 28 maggio 1996    | Italia               |
| 12 | Francesca Fava   | C     | 20 aprile 1998    | Italia               |
| 15 | Gaia Moretto     | C     | 18 settembre 1994 | Italia               |
| 16 | Chiara Ferretti  | S     | 16 ottobre 1989   | Italia               |
| 18 | Caterina Gioia   | S     | 14 marzo 1992     | Italia               |

## Mercato
| Acquisti | Acquisti         | Acquisti           | Acquisti   |
| R.       | Nome             | da                 | Modalità   |
| -------- | ---------------- | ------------------ | ---------- |
| P        | Carlotta Cambi   | Volleyrò           | definitivo |
| L        | Giada Cecchetto  | Polis Corato       | definitivo |
| S/O      | Luciana Do Carmo | Saint-Raphaël      | definitivo |
| C        | Francesca Fava   | San Paolo Piacenza | definitivo |
| S        | Chiara Ferretti  | Arda               | definitivo |
| S        | Alessia Fiesoli  | Pesaro             | definitivo |
| S        | Caterina Gioia   | Pesaro             | definitivo |
| C        | Sara Giuliodori  | New Libertas       | definitivo |
| C        | Gaia Moretto     | Bergamo            | definitivo |
| P        | Margherita Rocca | River              | definitivo |
| S        | Giulia Saguatti  | San Lazzaro        | definitivo |
| S        | Natalia Viganò   | Pro Victoria       | definitivo |

| Cessioni | Cessioni             | Cessioni           | Cessioni   |
| R.       | Nome                 | a                  | Modalità   |
| -------- | -------------------- | ------------------ | ---------- |
| S/O      | Lorena Amasanti      | Arda               | definitivo |
| S        | Jenny Arnoldi        | Terracina          | definitivo |
| S        | Chiara Brigati       | Albenga Volley     | definitivo |
| L        | Francesca Cameletti  | ?                  | definitivo |
| S        | Beatrice Francesconi | Chieri '76 Carol's | definitivo |
| C        | Valentina Guccione   | Arda               | definitivo |
| L        | Eva Mazzocchi        | ?                  | definitivo |
| C        | Laura Nicolini       | -                  | ritirata   |
| C        | Maura Panzeri        | Ostia              | definitivo |
| S        | Manuela Secolo       | -                  | ritirata   |
| P        | Gloria Trabucchi     | Agsat Coredo       | definitivo |
| P        | Chiara Zangrandi     | ?                  | definitivo |

## Risultati

### Serie A2

#### Girone di andata
| 1ª giornata - 1º novembre 2014 PalaFranzanti, Piacenza             | Piacentina             | 2 - 3 | Beng Rovigo     | 17-25, 25-20, 25-22, 21-25, 10-15 |
| 2ª giornata - 9 novembre 2014 PalaResia, Bolzano                   | Neruda                 | 3 - 0 | Piacentina      | 25-16, 25-18, 25-21               |
| 3ª giornata - 16 novembre 2014 PalaFranzanti, Piacenza             | Piacentina             | 2 - 3 | Club Italia     | 27-25, 20-25, 18-25, 27-25, 13-15 |
| 4ª giornata - 23 novembre 2014 PalaSanbapolis, Trento              | Trentino Rosa          | 3 - 1 | Piacentina      | 25-17, 23-25, 25-19, 25-16        |
| 5ª giornata - 29 novembre 2014 PalaFranzanti, Piacenza             | Piacentina             | 3 - 2 | Libertas Aversa | 22-25, 25-16, 19-25, 25-22, 16-14 |
| 6ª giornata - 7 dicembre 2014 Palazzetto dello Sport, Caserta      | VolAlto Caserta        | 3 - 0 | Piacentina      | 25-17, 25-21, 25-19               |
| 7ª giornata - 10 dicembre 2014 Palasport Città di Vicenza, Vicenza | Obiettivo Risarcimento | 3 - 1 | Piacentina      | 25-18, 25-18, 23-25, 25-21        |
| 8ª giornata - 13 dicembre 2014 PalaFranzanti, Piacenza             | Piacentina             | 1 - 3 | Pavia           | 25-22, 22-25, 22-25, 21-25        |
| 9ª giornata - 21 dicembre 2014 Palazzetto dello Sport, Monza       | Pro Victoria           | 3 - 1 | Piacentina      | 21-25, 25-20, 25-13, 25-17        |
| 10ª giornata - 26 dicembre 2014 PalaFranzanti, Piacenza            | Piacentina             | 3 - 1 | Hermaea         | 25-22, 25-21, 11-25, 25-21        |
| 11ª giornata - 4 gennaio 2015 PalaScoppa, Soverato                 | Soverato               | 1 - 3 | Piacentina      | 32-34, 25-19, 22-25, 21-25        |
| 12ª giornata - 14 gennaio 2015 PalaFranzanti, Piacenza             | Piacentina             | 1 - 3 | Filottrano      | 25-20, 27-29, 23-25, 16-25        |

#### Girone di ritorno
| 14ª giornata - 25 gennaio 2015 Palazzetto dello Sport, Rovigo | Beng Rovigo     | 3 - 2 | Piacentina             | 20-25, 23-25, 25-14, 25-16, 15-8  |
| 15ª giornata - 31 gennaio 2015 PalaFranzanti, Piacenza        | Piacentina      | 3 - 2 | Neruda                 | 21-25, 25-18, 19-25, 30-28, 15-7  |
| 16ª giornata - 7 febbraio 2015 Centro Pavesi, Milano          | Club Italia     | 3 - 2 | Piacentina             | 24-26, 23-25, 25-17, 25-18, 15-13 |
| 17ª giornata - 14 febbraio 2015 PalaFranzanti, Piacenza       | Piacentina      | 3 - 2 | Trentino Rosa          | 34-32, 23-25, 17-25, 25-22, 20-18 |
| 18ª giornata - 22 febbraio 2015 PalaJacazzi, Aversa           | Libertas Aversa | 2 - 3 | Piacentina             | 25-17, 22-25, 25-18, 21-25, 11-15 |
| 19ª giornata - 7 marzo 2015 PalaFranzanti, Piacenza           | Piacentina      | 1 - 3 | VolAlto Caserta        | 25-20, 19-25, 21-25, 16-25        |
| 20ª giornata - 11 marzo 2015 PalaFranzanti, Piacenza          | Piacentina      | 2 - 3 | Obiettivo Risarcimento | 20-25, 29-27, 25-21, 14-25, 8-15  |
| 21ª giornata - 15 marzo 2015 PalaRavizza, Pavia               | Pavia           | 2 - 3 | Piacentina             | 19-25, 25-20, 19-25, 25-20, 11-15 |
| 22ª giornata - 21 marzo 2015 PalaFranzanti, Piacenza          | Piacentina      | 3 - 2 | Pro Victoria           | 25-23, 19-25, 20-25, 25-22, 15-9  |
| 23ª giornata - 31 marzo 2015 Geopalace, Olbia                 | Hermaea         | 3 - 0 | Piacentina             | 27-25, 25-19, 25-23               |
| 24ª giornata - 4 aprile 2015 PalaFranzanti, Piacenza          | Piacentina      | 3 - 0 | Soverato               | 25-15, 25-23, 25-23               |
| 25ª giornata - 8 aprile 2015 PalaBandinelli, Osimo            | Filottrano      | 1 - 3 | Piacentina             | 23-25, 25-21, 18-25, 21-25        |

## Statistiche

### Statistiche di squadra
| Competizione | Punti | In casa | In casa | In casa | In trasferta | In trasferta | In trasferta | Totale | Totale | Totale |
| Competizione | Punti | G       | V       | P       | G            | V            | P            | G      | V      | P      |
| ------------ | ----- | ------- | ------- | ------- | ------------ | ------------ | ------------ | ------ | ------ | ------ |
| Serie A2     | 29    | 12      | 6       | 6       | 12           | 4            | 8            | 24     | 10     | 14     |
| Totale       | -     | 12      | 6       | 6       | 12           | 4            | 8            | 24     | 10     | 14     |

G = partite giocate; V = partite vinte; P = partite perse

### Statistiche dei giocatori
| Giocatore     | Serie A2 | Serie A2 | Serie A2 | Serie A2 | Serie A2 | Totale | Totale | Totale | Totale | Totale |
| Giocatore     | P        | PT       | AV       | MV       | BV       | P      | PT     | AV     | MV     | BV     |
| ------------- | -------- | -------- | -------- | -------- | -------- | ------ | ------ | ------ | ------ | ------ |
| C. Cambi      | 24       | 75       | ?        | ?        | ?        | 24     | 75     | ?      | ?      | ?      |
| G. Cecchetto  | 24       | -        | -        | -        | -        | 24     | -      | -      | -      | -      |
| L . Do Carmo  | 20       | 175      | ?        | ?        | ?        | 20     | 175    | ?      | ?      | ?      |
| F. Fava       | 20       | 26       | ?        | ?        | ?        | 20     | 26     | ?      | ?      | ?      |
| C. Ferretti   | 22       | 48       | ?        | ?        | ?        | 22     | 48     | ?      | ?      | ?      |
| A. Fiesoli    | 22       | 105      | ?        | ?        | ?        | 22     | 105    | ?      | ?      | ?      |
| C. Gioia      | 17       | 80       | ?        | ?        | ?        | 17     | 80     | ?      | ?      | ?      |
| S. Giuliodori | 24       | 315      | ?        | ?        | ?        | 24     | 315    | ?      | ?      | ?      |
| G. Moretto    | 23       | 175      | ?        | ?        | ?        | 23     | 175    | ?      | ?      | ?      |
| M. Rocca      | 10       | 1        | ?        | ?        | ?        | 10     | 1      | ?      | ?      | ?      |
| G. Saguatti   | 24       | 286      | ?        | ?        | ?        | 24     | 286    | ?      | ?      | ?      |
| N. Viganò     | 24       | 300      | ?        | ?        | ?        | 24     | 300    | ?      | ?      | ?      |

P = presenze; PT = punti totali; AV = attacchi vincenti; MV = muri vincenti; BV = battute vincenti